# Jarczewo
Jarczewo – wieś w Polsce położona w województwie kujawsko-pomorskim, w powiecie lipnowskim, w gminie Skępe.
| SIMC    | Nazwa | Rodzaj  |
| ------- | ----- | ------- |
| 0869413 | Kierz | kolonia |

W latach 1975–1998 miejscowość administracyjnie należała do województwa włocławskiego.

## Demografia
Według Narodowego Spisu Powszechnego (III 2011 r.) wieś liczyła 269 mieszkańców. Jest piątą co do wielkości miejscowością gminy Skępe.